# Acis and Galatea
Ne doit pas être confondu avec Aci, Galatea e Polifemo.

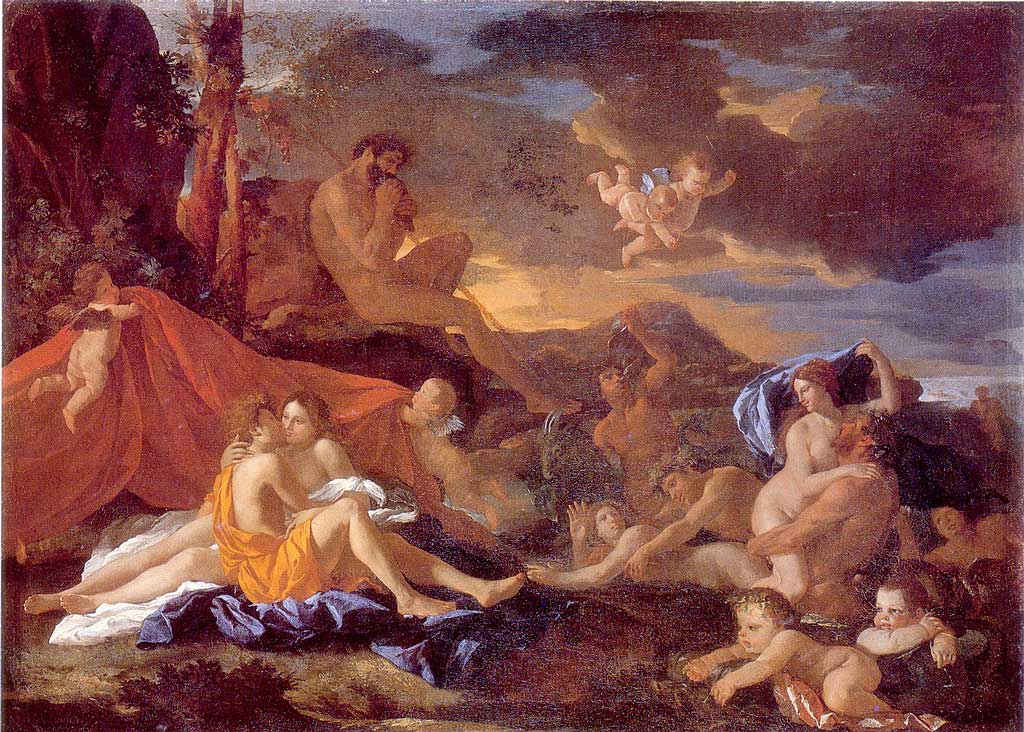
Acis et Galatée par Nicolas Poussin (vers 1627)

Acis and Galatea (HWV 49a/49b) est un semi-opéra en deux actes de Georg Friedrich Haendel, texte en anglais de John Gay incorporant des adaptations ou des pages originales d'autres auteurs dont Pope et Hughes, d'après la légende d'Acis et Galatée tirée des Métamorphoses d'Ovide.
Il fut probablement écrit et créé à Cannons (où Haendel réside alors chez James Brydges, futur duc de Chandos) entre 1718 et 1720 puis représenté officiellement et dans sa version définitive à Londres en 1731.
La légende : Galatée (soprano), une nymphe demi-divine aime le berger Acis (ténor) d'une passion partagée. Leur idylle est interrompue par le cyclope Polyphème (basse), également amoureux de Galatée. Polyphème écrase Acis sous un rocher. Galatée, brisée par la douleur, métamorphose Acis en un ruisseau.
Haendel avait déjà traité le sujet dans la sérénade Aci, Galatea e Polifemo composée pendant son séjour en Italie, dont il réutilisa une partie dans ses versions ultérieures de l'œuvre.
La même légende avait déjà inspiré Jean-Baptiste Lully en 1686 pour sa pastorale héroïque Acis et Galatée.